# Palazzo Biebrich
Il castello barocco di Biebrich, costruito tra il 1700 ed il 1750 sulle rive del Reno, è stato a lungo la residenza dei duchi di Nassau. È situato nella città tedesca di Wiesbaden, sul Fiume Reno, in Assia (fino al 1926 Biebrich era comune autonomo, oggi un distretto di Wiesbaden).

## Storia e Architettura

### La gloria di inizio '700
All'inizio del Diciottesimo Secolo, il nuovo principe sovrano Giorgio Augusto Samuele di Nassau-Idstein, per celebrare la sua ascesa, decise di costruire un enorme palazzo barocco, che ricordasse la sua immagine e che fosse molto più sfarzoso e scenografico della sua vecchia residenza a Idstein, nel Taunus.

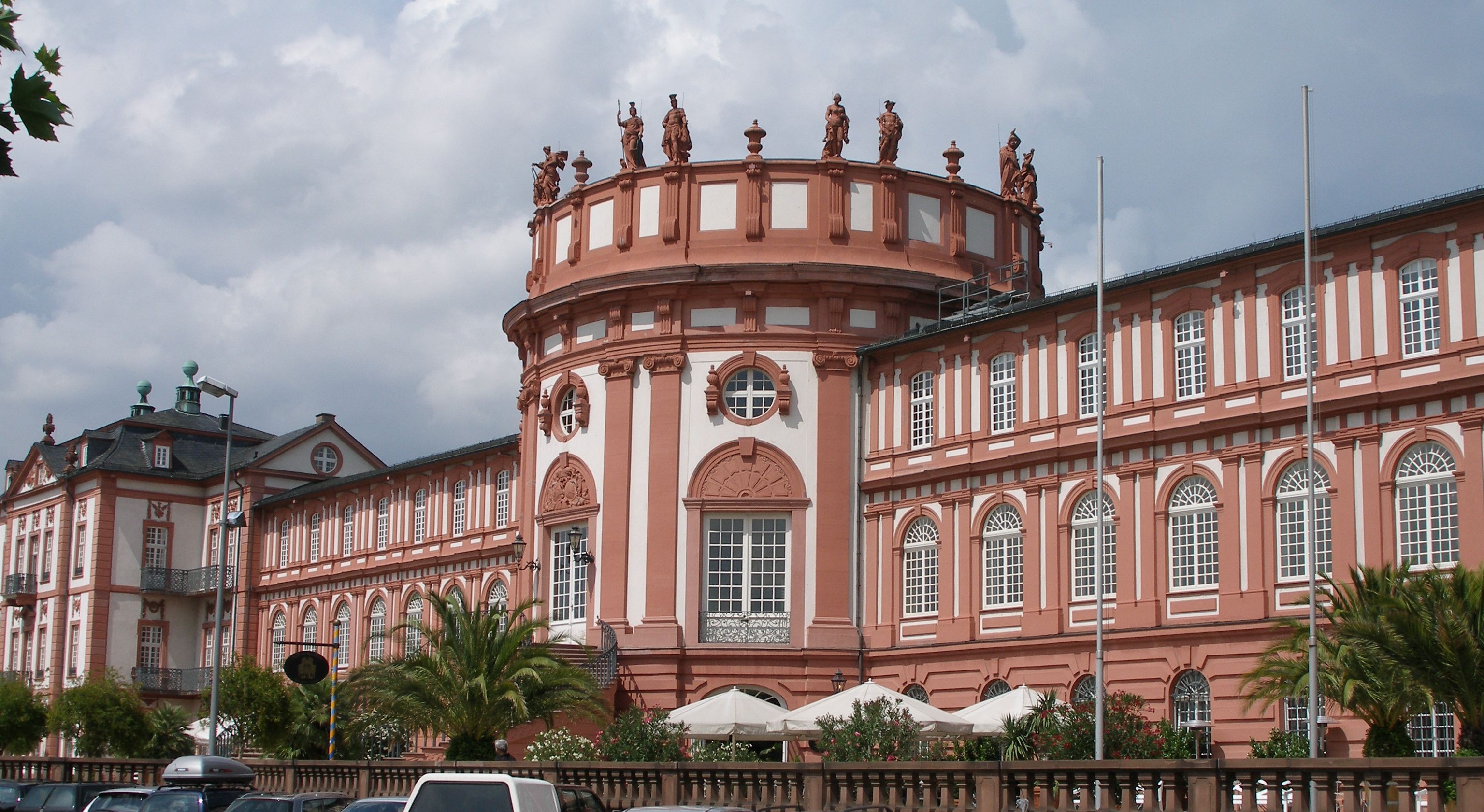

Veduta d'insieme dello Schloß Biebrich
Il progetto, realizzato dall'architetto barocco Julius Ludwig Rothweil, fu approvato e, nel 1705, iniziarono i lavori di costruzione. Infatti, nell'affresco Salita di Enea all'Olimpo, che orna la Sala delle Feste, il principe si fa ritrarre nei panni dell'eroe greco. Inoltre, sopra ogni porta d'accesso dell'edificio, è presente lo stemma araldico della famiglia Nassau-Idstein. Nel 1707, il principe Georg August Samuel iniziò l'ulteriore sviluppo del castello. L'architetto barocco Johann Maximilian von Welsch collegò i due padiglioni con una galleria e costruì una sala da ballo circolare esattamente nel centro. La Rotonda fu completata nel 1721, dando al Castello di Biebrich il suo aspetto distintivo. Nel complesso, il castello risulta armonico e magnifico, e, tutte le Ale del palazzo risalgono ad epoche diverse, come la Winterflügel, nata per collegare ulteriormente vari padiglioni.

### Decadenza ottocentesca
Nell'Ottocento, i Nassau divennero duchi sovrani e, con la vicina Wiesbaden (capitale del Ducato), divenne sede della loro Corte, ma il loro periodo di gloria non durò a lungo. Nel 1866, il ducato di Nassau fu annesso alla Prussia, che mandò in esilio i duchi, prendendo possesso di Biebrich. Tuttavia un successivo accordo restituì il palazzo e parte del patrimonio all'ultimo duca sovrano Adolfo, poi Granduca di Lussemburgo, ma in seguito all'ascesa al potere dei nazisti la famiglia granducale fu forzata a cederlo definitivamente nel 1935. 
Nel 1944, I bombardamenti alleati rasero al suolo l'edificio,  ricostruito anni dopo. Oggi, Schloß Biebrich ospita il Küratiorum junger deutscher film, un'associazione cinematografica, nel l'ala est, mentre, la Winterflügel e la Südflügel sono occupate dagli Uffici Regionali per la Tutela del Patrimonio Artistico - culturale.

## Interni
L'interno della Reggia è rigorosamente barocco. La rotonda centrale è occupata dalla Empfangsaal (Sala delle feste), celebre per le otto colonne di marmo che sorreggono la cupola, decorata dall'affresco Salita di Enea all'Olimpo di Luca Antonio Colombo.

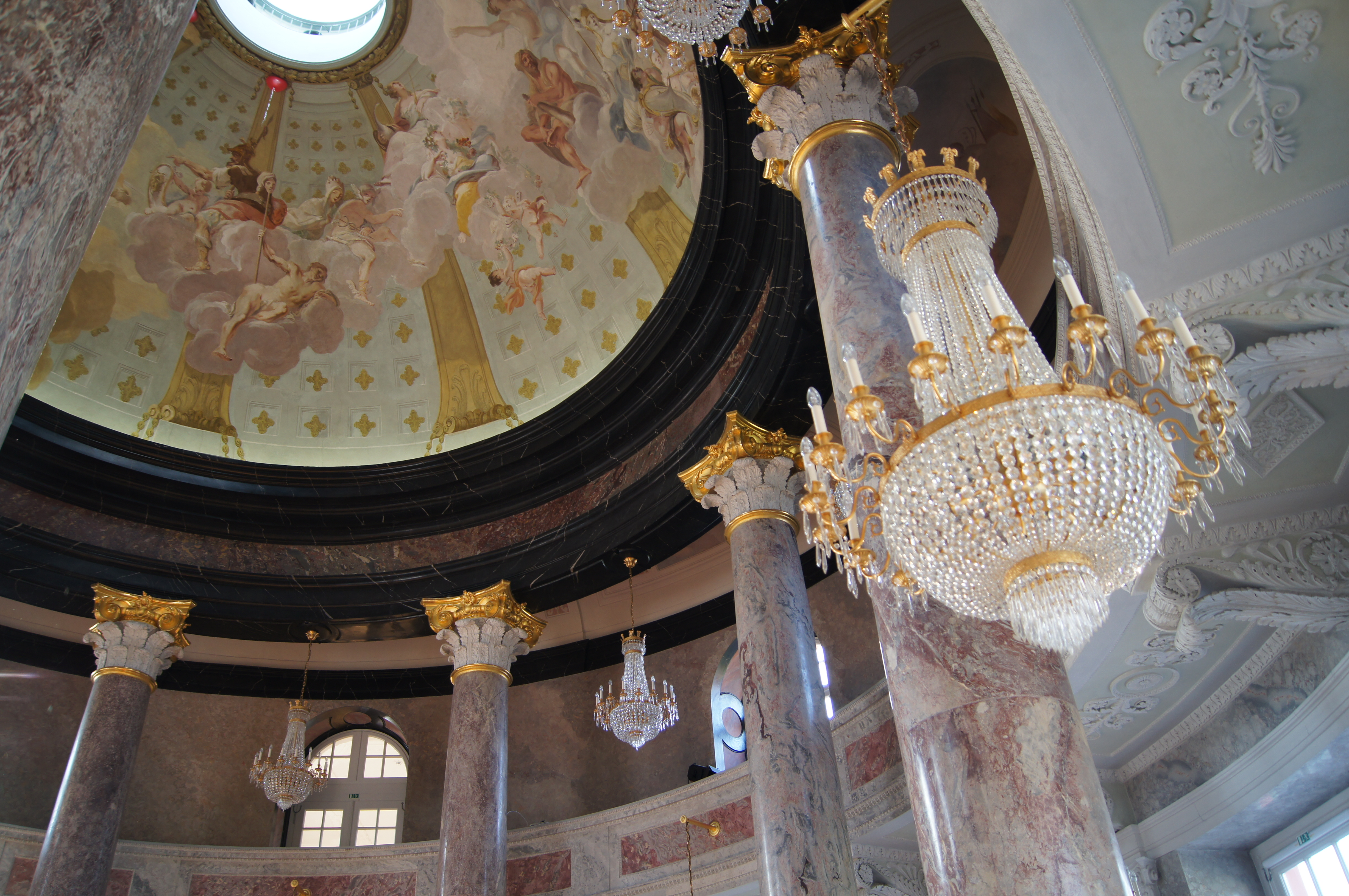

La Empfangsaal, il Salone delle feste
L'edificio è stato ampliato notevolmente nel corso del tempo, con l'aggiunta della Winterflügel (ala d'inverno) è della Südflügel (ala sud). Al lato del palazzo si trova la Familienkapelle, la cappella neoclassica.

## Il parco e laMoosburg
Il parco, realizzato nel XIX secolo, è direttamente collegato al fiume Reno attraverso un canale artificiale. Nel parco, inoltre, ha sede il piccolo castello diroccato di Moosburg.
Il giardino di Schloß Biebrich

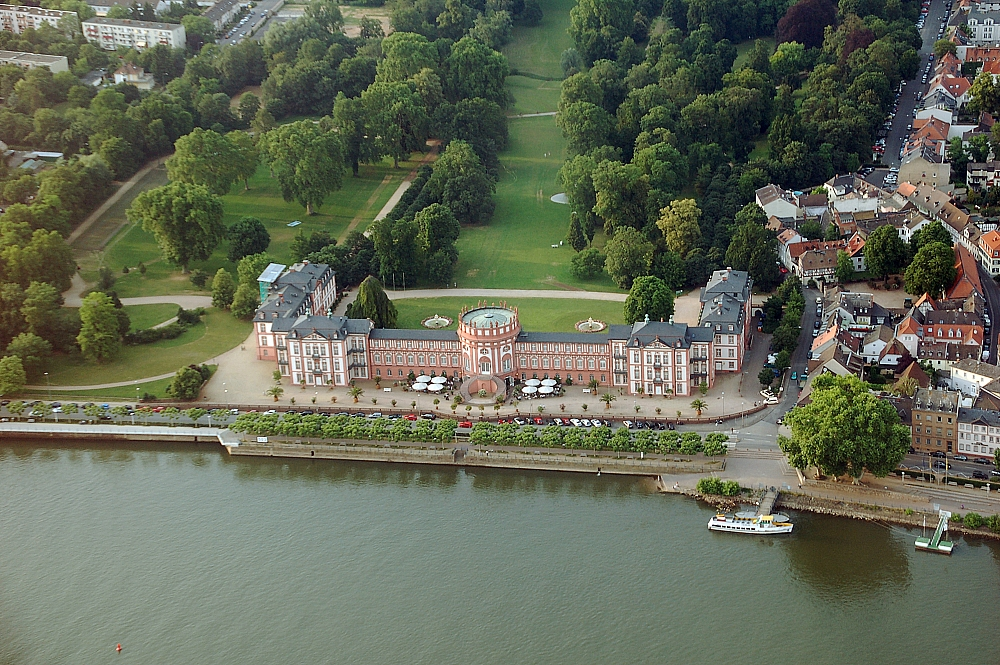

In realtà, questo castello non è un forte medievale, Ma una ricostruzione del XIX secolo. In questo periodo, infatti, in Germania, andava di moda realizzare nei parchi dei castelli delle rovine di maniero medievali o archi romani. Ne sono un esempio le römischeruinen di Schönbrunn, a Vienna e le rovine medievali di Nymphenburg, a Monaco di Baviera. Nel parco in stile inglese si tiene ogni anno a Pentecoste il tradizionale torneo ippico.

## Galleria d'immagini

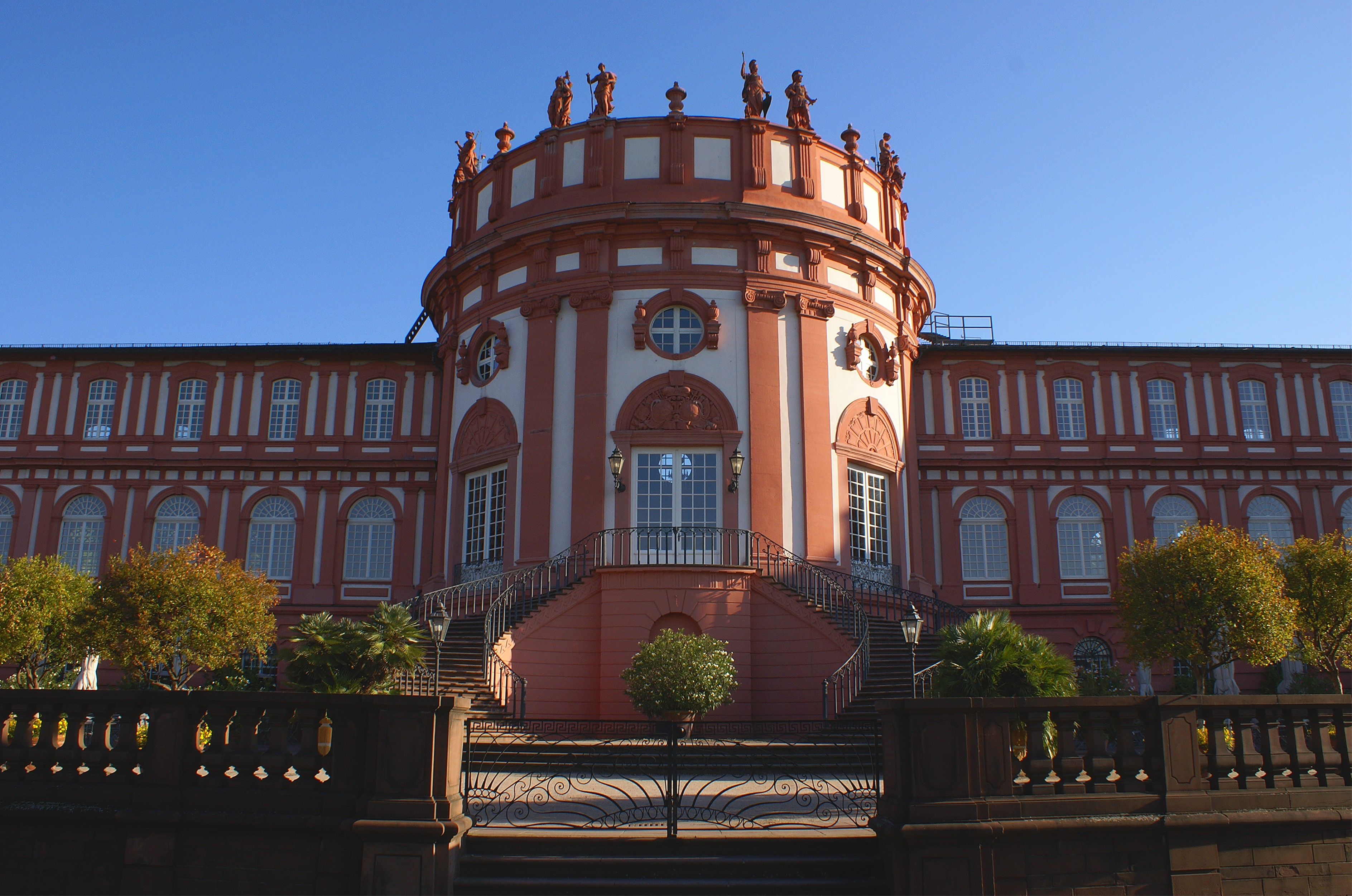
Lo Schloß Biebrich
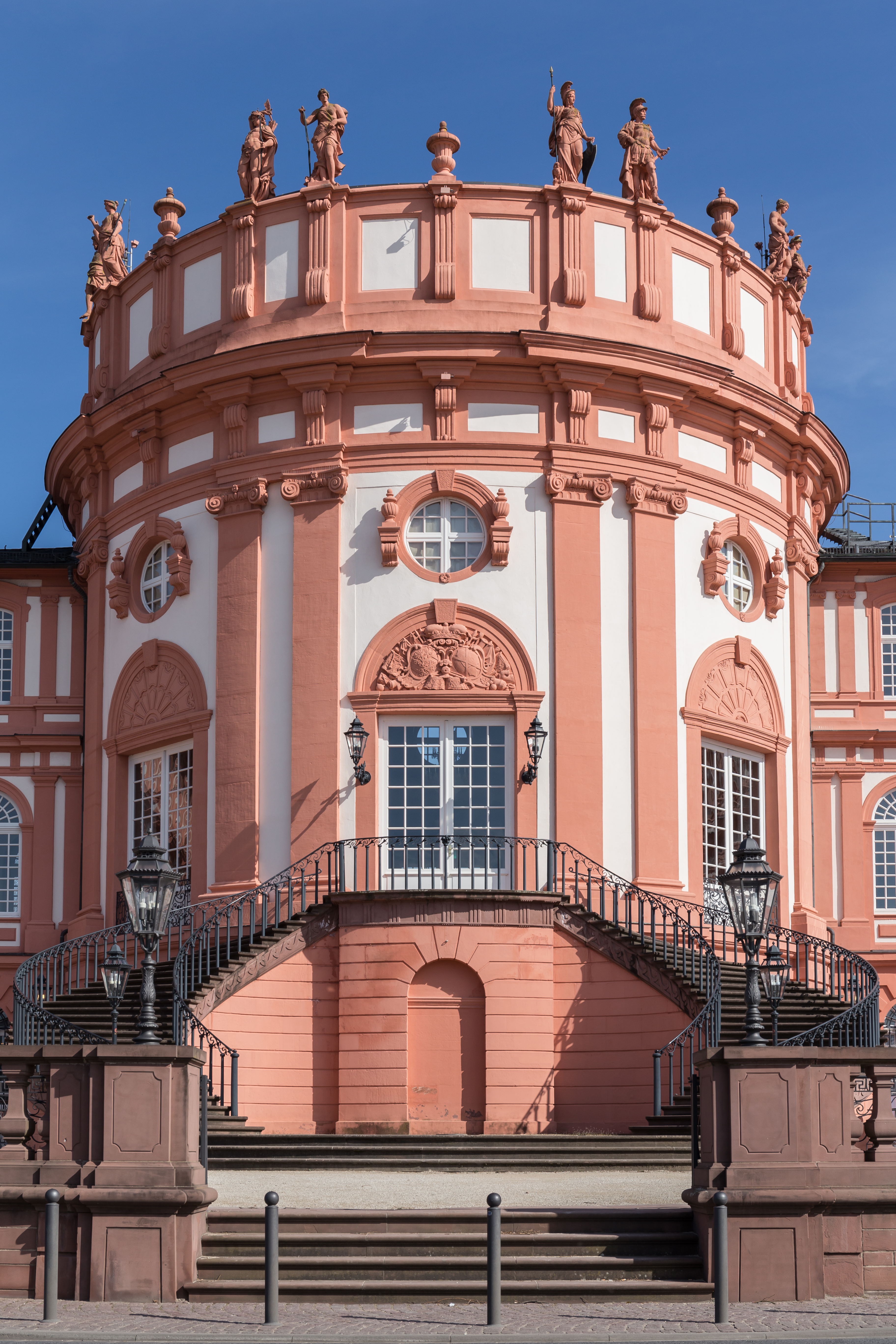
La rotonda centrale
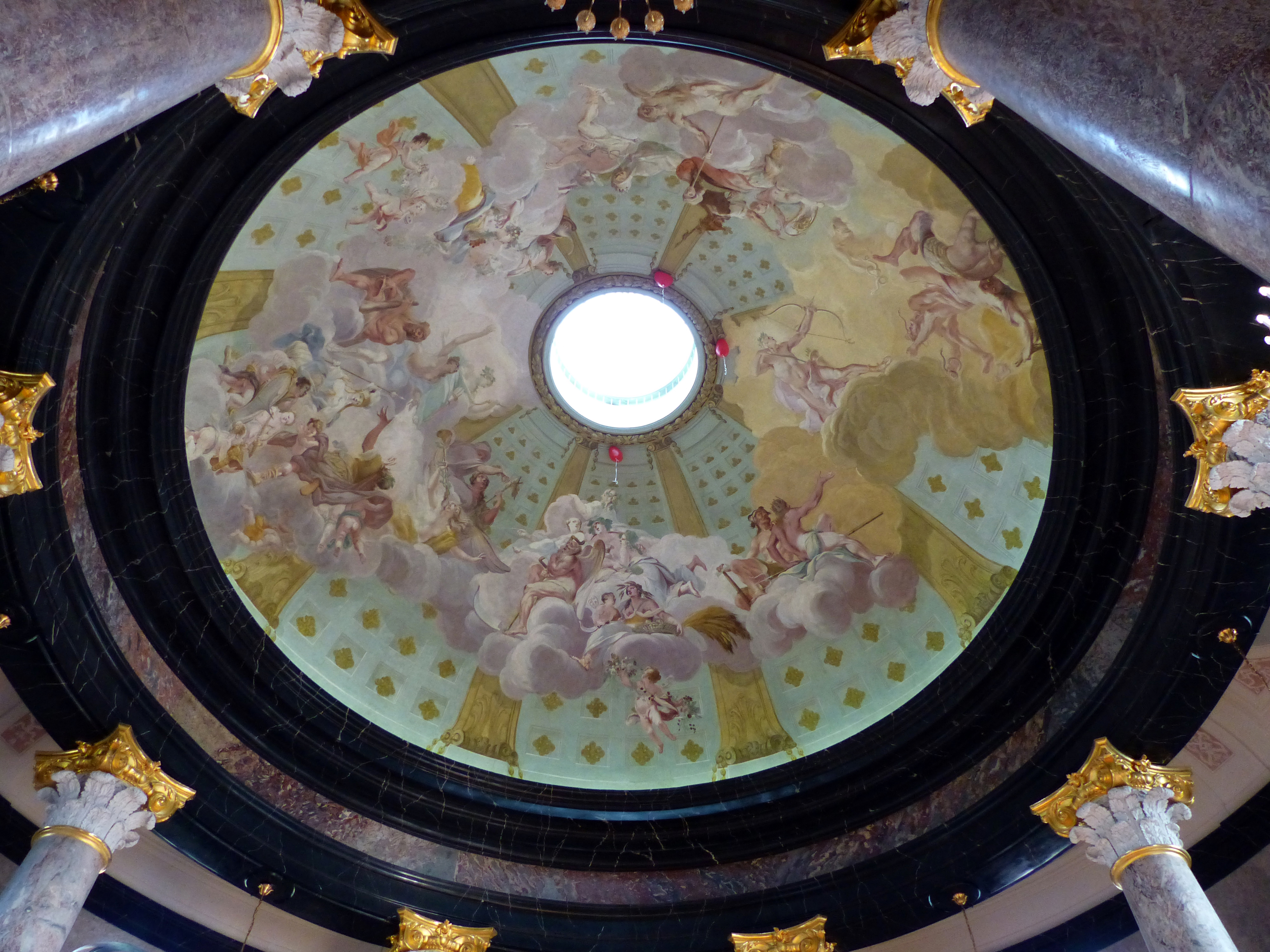
L'interno del castello, la sala delle feste
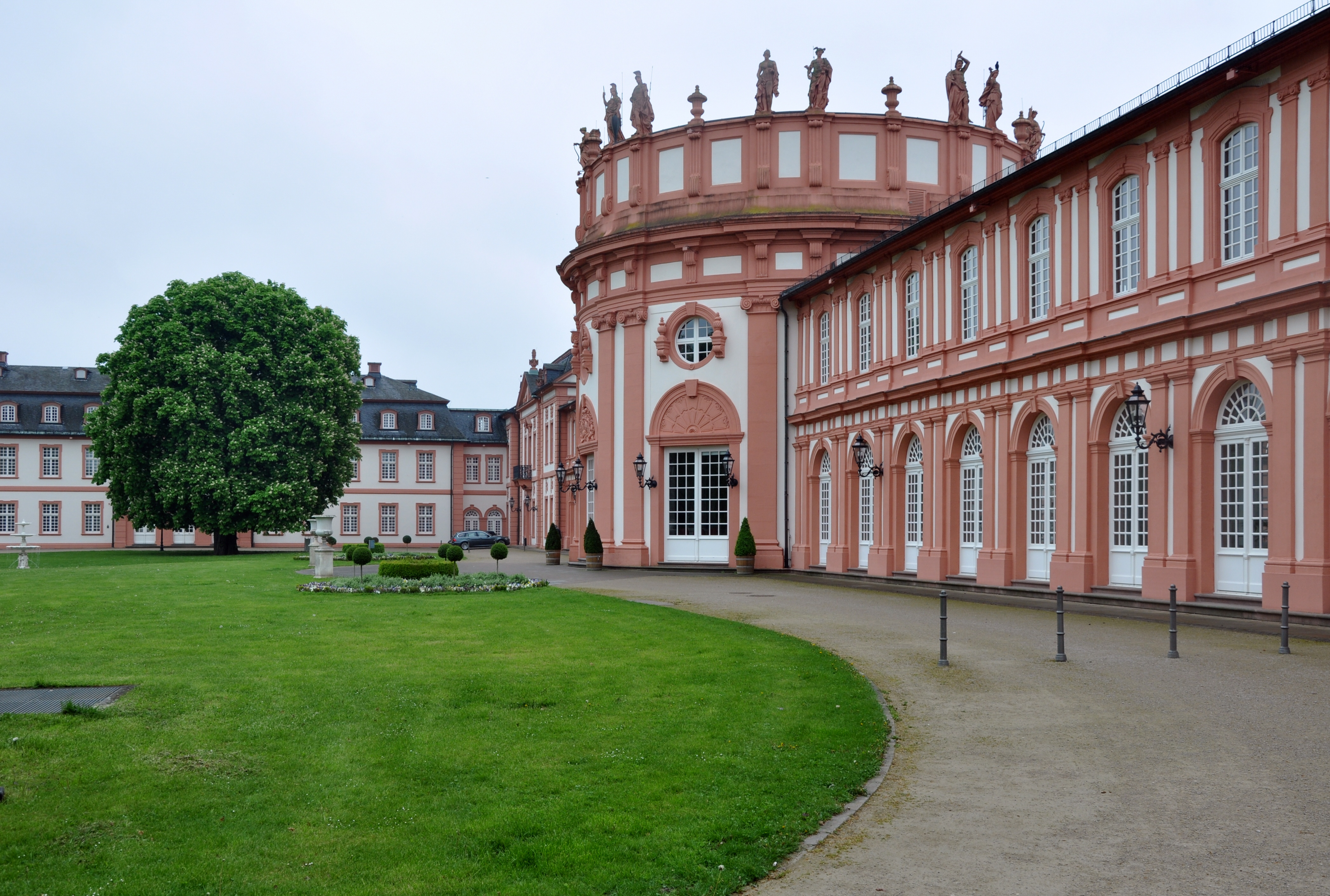
Scorcio del giardino